# Aérodrome de Beringin
L'aérodrome de Beringin (code OACI : WAOM) (indonésien : Bandar Udara Beringin) est un aéroport desservant la ville de Muara Teweh, la capitale du kapubaten de Nord-Barito dans le centre de Kalimantan, en Indonésie.

## Compagnies aériennes et destinations
| Compagnies         | Destinations                          |
| ------------------ | ------------------------------------- |
| Aviastar           | Palangkaraya                          |
| Pelita Air Service | Balikpapan                            |
| Susi Air           | Balikpapan, Banjarmasin, Palangkaraya |
| Travira            | Balikpapan                            |